# Pitovo
Pitovo (bulgariska: Питово) är ett distrikt i Bulgarien.   Det ligger i kommunen Obsjtina Nova Zagora och regionen Sliven, i den centrala delen av landet, 240 km öster om huvudstaden Sofia.
Trakten runt Pitovo består till största delen av jordbruksmark. Runt Pitovo är det ganska glesbefolkat, med 24 invånare per kvadratkilometer.